# Olympische Sommerspiele 1896/Gerätturnen – Pferdsprung (Männer)
Der Turnwettkampf am Sprung der Männer bei den Olympischen Spielen 1896 in Athen wurde am 9. April im Panathinaiko-Stadion ausgetragen. Es war der dritte Turnwettkampf der Spiele, an diesem gingen 15 Athleten aus 5 Nationen an den Start. Olympiasieger wurde der Deutsche Carl Schuhmann, vor dem Schweizer Louis Zutter.

## Ergebnisse
| Rang             | Athlet              | Nation          |
| ---------------- | ------------------- | --------------- |
| 1                | Carl Schuhmann      | Deutsches Reich |
| 2                | Louis Zutter        | Schweiz         |
| 3                | Hermann Weingärtner | Deutsches Reich |
|                  | Conrad Böcker       | Deutsches Reich |
| Charles Champaud | Bulgarien           |                 |
| Alfred Flatow    | Deutsches Reich     |                 |
| Gustav Flatow    | Deutsches Reich     |                 |
| Georg Hillmar    | Deutsches Reich     |                 |
| Gyula Kakas      | Ungarn              |                 |
| Fritz Manteuffel | Deutsches Reich     |                 |
| Karl Neukirch    | Deutsches Reich     |                 |
| Richard Röstel   | Deutsches Reich     |                 |
| Gustav Schuft    | Deutsches Reich     |                 |
| Henrik Sjöberg   | Schweden            |                 |
| Dezső Wein       | Ungarn              |                 |